# حمزة الشنقيطي
حمزة الشنقيطي لاعب كرة قدم سعودي ، يلعب في خط الهجوم.
كانت بداياته مع نادي الوحدة و لعب بعدها مع أندية الفيحاء و أحد و العروبة و الطائي و الكوكب .